# Аали Токомбаєв
Аали Токомбаєв (кирг. Аалы Токомбаев, 7 [20] листопада 1904, Каїнди (Кемінський район), Туркестанський край — 19 червня 1988, Фрунзе) — радянський киргизький письменник і поет. Народний поет Киргизії (1945), академік Академії наук Киргизької РСР (1954), Герой Соціалістичної Праці (1974). Один із зачинателів киргизької літератури. На батьківщині його називають «киргизький Пушкін» і «Ала Тоо» — по імені найбільшого гірського хребта Киргизії.

## Біографія
В ході повстання 1916 року його сім'я втекла до Китаю, а в 1917 році на зворотному шляху його сім'я загинула, в результаті чого Аали залишився сиротою. У 1922 році він був прийнятий в Ташкентську школу-інтернат.
7 листопада 1924 року — вийшов перший номер першої національної газети «Еркін-Тоо», на сторінках якої був надрукований вірш «День народження Жовтня». Автор Аали Токомбаєв з того часу вказує на 7 листопада як день свого народження (справжня дата народження через відсутність записів невідома).
У 1927 році закінчив Середньо-азійський державний університет. У тому ж році став працювати в газеті «Червоний Киргизстан». У 1930—1931 роках він був редактором киргизького сектора Центрвидаву (Москва), а в 1931 став головним редактором Державного видавництва Киргизької АРСР. Далі він продовжував працювати на різних посадах в різних періодичних виданнях республіки, а в 1934—1949 роках (з перервами) очолював Спілку письменників Киргизії.
У 1938 році був заарештований за підозрою в причетності до Соціалістичної туранської партії. Також звинувачувався в апології «націоналістичного» епосу «Манас» і «реакційної» творчості акина Килича Молдо. Також в провину було поставлено «націоналістичний» роман у віршах «Криваві роки», присвячений середньоазійському повстанню 1916 року. Винним себе не визнав. У 1939 році звільнений і повернувся до активної роботи.
У 1947 піддавався партійній критиці у зв'язку з постановою про журнали «Звезда» і «Ленінград».
У 1963—1980 роках був депутатом Верховної Ради Киргизької РСР.